# Dicranomyia aurita
Dicranomyia aurita är en tvåvingeart som först beskrevs av Alexander 1929.  Dicranomyia aurita ingår i släktet Dicranomyia och familjen småharkrankar.
Artens utbredningsområde är Taiwan. Inga underarter finns listade i Catalogue of Life.